# Gare de Château-Arnoux-Saint-Auban
Ne doit pas être confondu avec Gare de Château-Arnoux - Volonne.
La gare de Château-Arnoux-Saint-Auban est une gare ferroviaire française de la ligne de Lyon-Perrache à Marseille-Saint-Charles (via Grenoble), située sur le territoire de la commune de Château-Arnoux-Saint-Auban, dans le département des Alpes-de-Haute-Provence, en région Provence-Alpes-Côte d'Azur (PACA). Elle se trouve en contrebas du quartier Saint-Auban, à proximité de l'ensemble industriel pétrochimique, qu'elle dessert.
C'est une gare voyageurs de la Société nationale des chemins de fer français (SNCF), desservie par des trains régionaux du réseau TER Provence-Alpes-Côte d'Azur. C'est également une gare de marchandises.

## Situation ferroviaire
Établie à 422 mètres d'altitude, la gare de bifurcation de Château-Arnoux-Saint-Auban est située au point kilométrique (PK) 306,940 de la ligne de Lyon-Perrache à Marseille-Saint-Charles (via Grenoble), entre les gares ouvertes de Sisteron et de La Brillanne - Oraison. En direction de Sisteron, s'intercalent les gares fermées de Château-Arnoux - Volonne et de Peipin , et en direction de La Brillanne, s'intercalent les gares fermées et de Peyruis - Les Mées, de Ganagobie et de Lurs.
Elle est également l'origine du PK 306,940 de la ligne de Saint-Auban à Digne (non exploitée).
C'est une gare d'évitement, avec une deuxième voie pour le croisement des trains sur une ligne à voie unique.

## Histoire
Le 25 novembre 1872 a lieu l’ouverture de la section de ligne entre Volx et Sisteron : mise en service de la gare de Saint-Auban.
Pendant un siècle, Saint-Auban fut une gare de correspondance active entre la Ligne des Alpes, qui reliait Grenoble et Briançon à la gare d'Aix-en-Provence et Marseille, et l'embranchement de Digne, lui-même prolongé à travers l'arrière-pays provençal jusqu'à Nice par une ligne à voie étroite des chemins de fer de Provence.
Jusqu'au début des années 1980, il y avait deux gares de voyageurs sur la commune de Château-Arnoux-Saint-Auban : la gare actuelle, alors nommée Saint-Auban, et une halte nommée Château-Arnoux - Volonne, au nord de Château-Arnoux, à proximité du pont sur la Durance menant à la commune de Volonne située sur l'autre rive. La SNCF ayant décidé de fermer nombre de petits arrêts, la halte de Château-Arnoux - Volonne fut fermée, et la gare de Saint-Auban, maintenue, rebaptisée Château-Arnoux-Saint-Auban.
Dans la nuit du 12 au 13 mars 2019, un incendie volontaire endommage partiellement le bâtiment voyageurs et des installations de sécurité .

## Fréquentation
De 2015 à 2023, selon les estimations de la SNCF, la fréquentation annuelle de la gare s'élève aux nombres indiqués dans le tableau ci-dessous.
| Année     | 2015   | 2016   | 2017   | 2018   | 2019   | 2020  | 2021   | 2022   | 2023   |
| --------- | ------ | ------ | ------ | ------ | ------ | ----- | ------ | ------ | ------ |
| Voyageurs | 39 276 | 38 741 | 40 836 | 31 432 | 18 133 | 7 155 | 11 083 | 20 550 | 27 336 |

## Service des voyageurs

### Accueil
Gare SNCF, elle dispose d'un bâtiment voyageurs, ouvert uniquement les mardis et jeudis avec une présence commerciale. Elle est équipée d'automates pour l'achat de titres de transport TER.

### Desserte
Château-Arnoux-Saint-Auban est desservie par les trains TER PACA de la relation de Marseille-Saint-Charles à Sisteron, ou Veynes - Dévoluy, ou Gap, ou Briançon.

Desserte TER de la gare
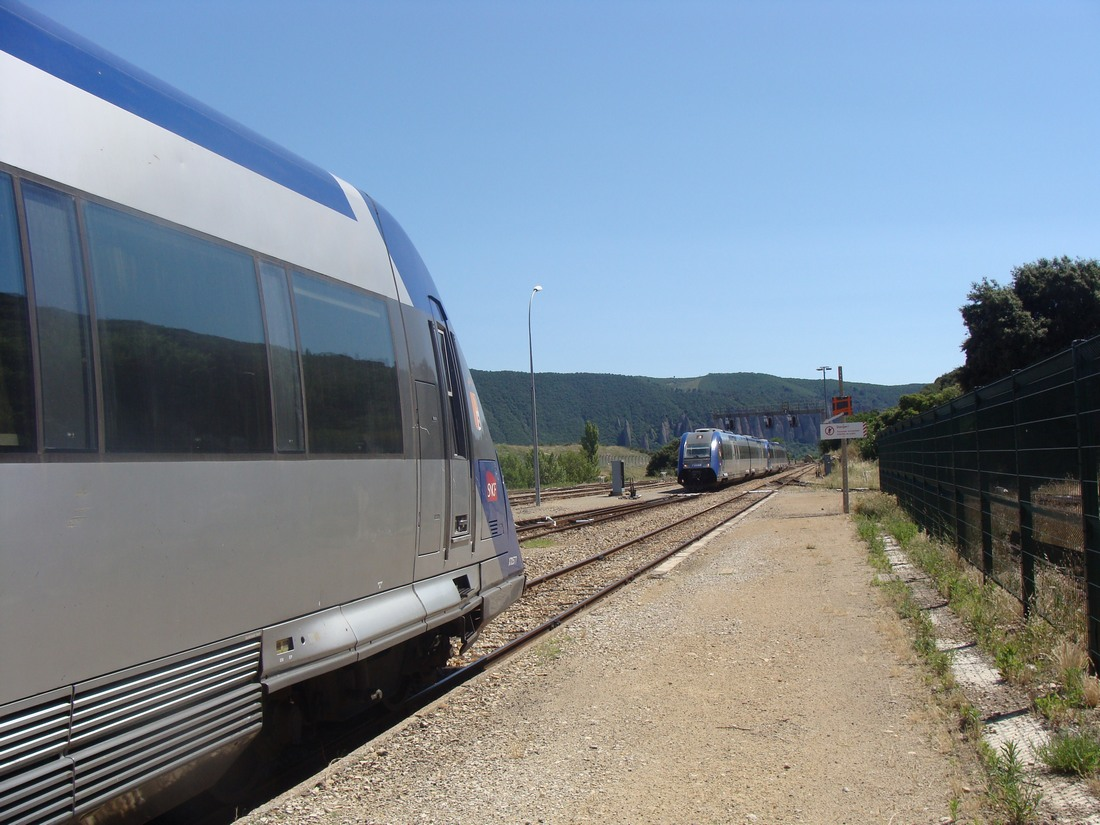
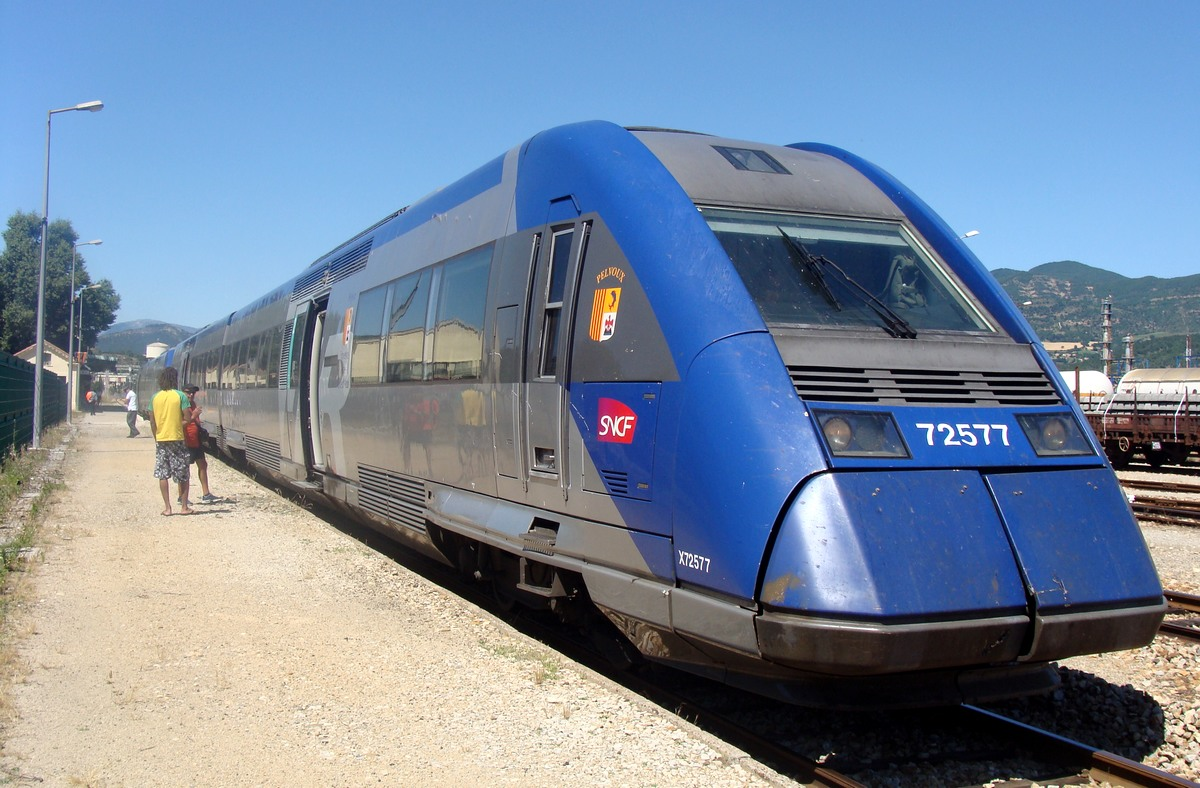

### Intermodalité
Un parking est aménagé à ses abords.
Des autocars TER desservent également la gare.

## Service des marchandises
Cette gare est ouverte au service du fret (Train massif et wagons isolés pour certains clients).
Depuis 1916, la gare de Saint-Auban est une importante gare de marchandises, traitant des produits chimiques dangereux livrés à ou expédiés par l’usine (actuellement Arkema).

Voies et desserte de l'usine en wagons de produits chimiques
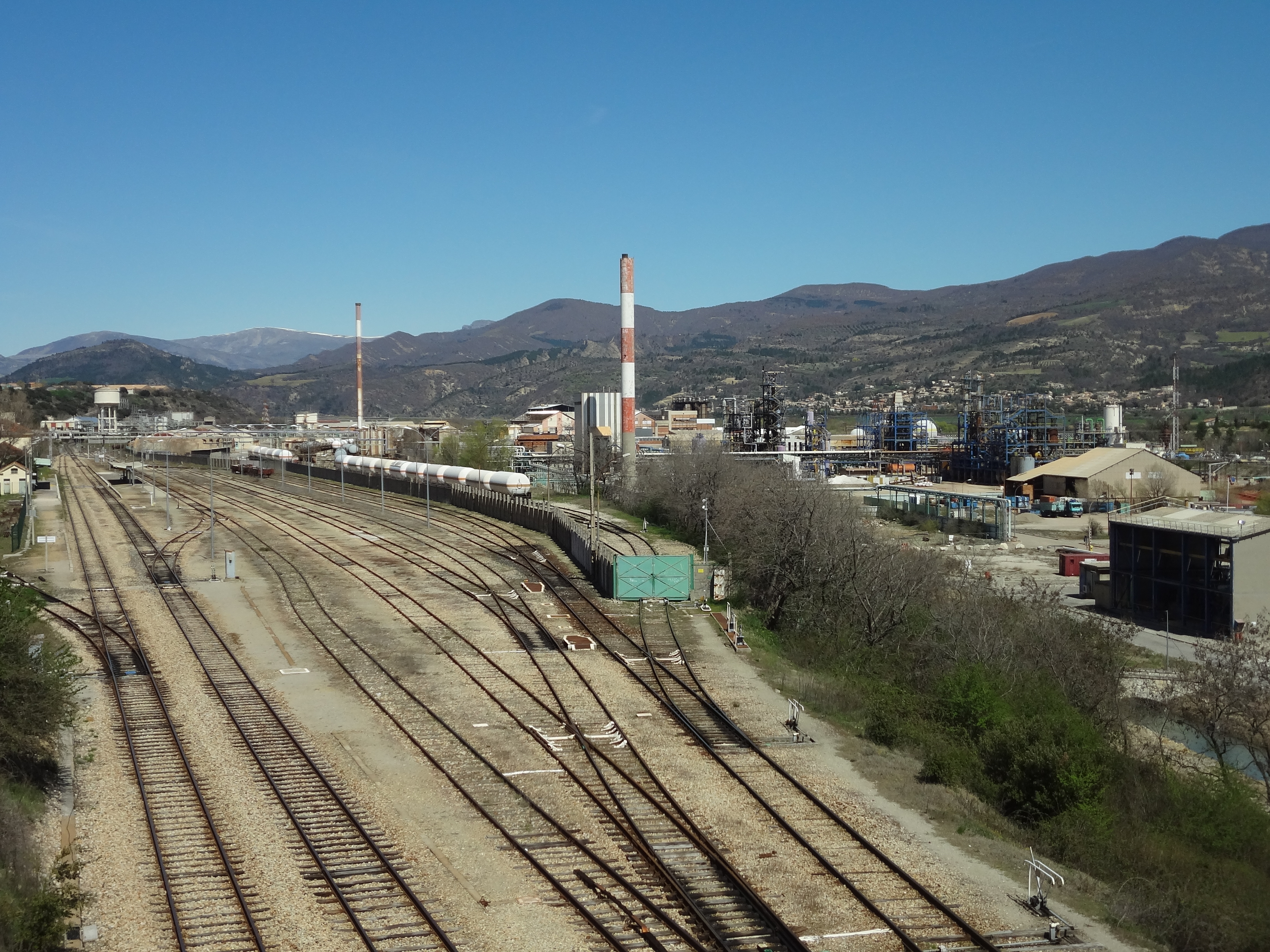
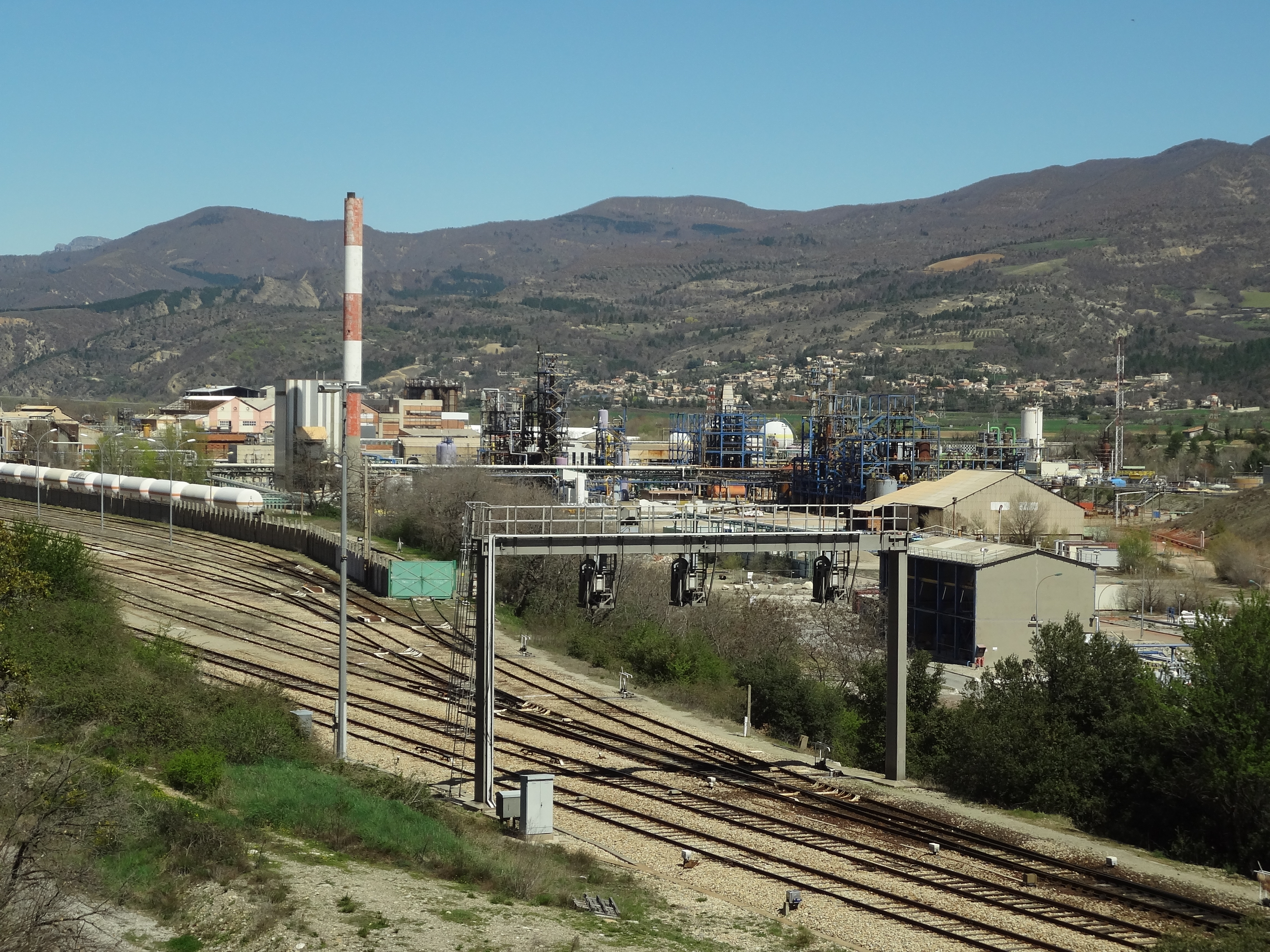
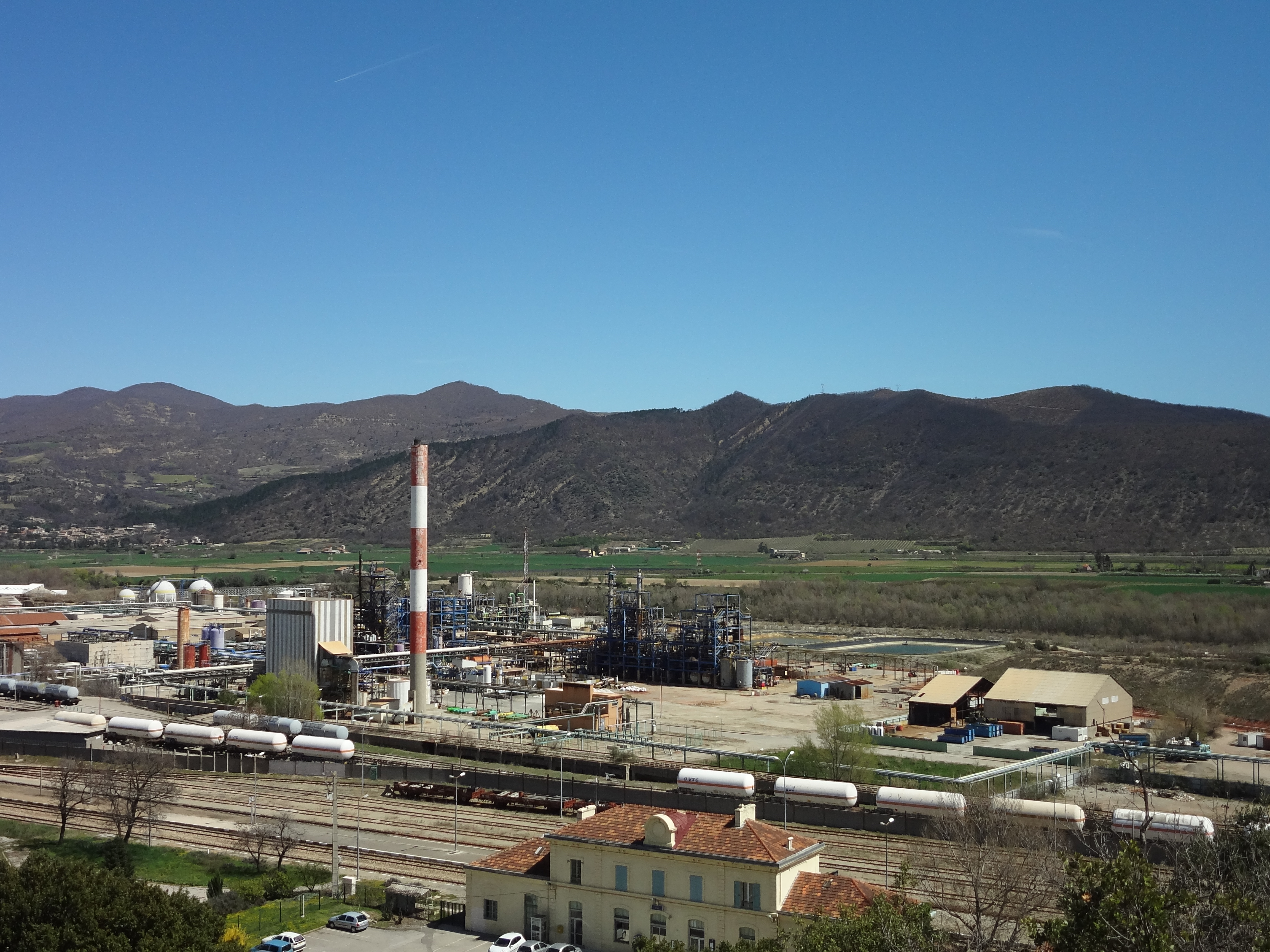